# Карнеи
Карнеи (греч. Κάρνεια, Karneia, или Κάρνεα, Karnea,Carnea) — главный национальный дорийский праздник, проходивший в честь Аполлона Карнейского.
По одной из версий принято считать, что название праздника связано с месяцем его проведения — Karnios (Karneios, гр. Κάρνειος или Karniios, Καρνήϊος), который входил в состав большинства дорийских календарей и приходился на ближайшее время после летнего солнцестояния.
По другим источникам, Карнеи проходили в метагитнионе, что исключает взаимосвязь между названием и месяцем проведения.
Древнегреческий писатель Павсаний предположил, что появление праздника связано с убийством акарнианского провидца и жреца Карна. И чтобы искупить вину за преступление, совершенное Гиппотом, одним из Гераклидов, дорийцы решили организовать праздник, дабы усмирить бога Аполлона, наславшего мор на войско за убийство жреца.
Учёные и историки по сей день не пришли к единому мнению, относительно происхождения названия этого праздника.

## Описание праздника
Сами Карнеи проводились в древней Спарте. И в это время дорийцы воздерживались от военных действий. Праздник продолжался 9 дней, от 7 до 15-го числа месяца, и представлял собою полную картину лагерной жизни. На девяти площадках в городе ставились палатки или шалаши, в каждом из которых помещалось по 9 человек, обедавших вместе и совершавших все действия по команде; на каждой площади помещались палатки трех фратрий. Из других свидетельств известно, что жрец совершал праздничные обряды, а для заведования ими избиралось по жребию на 4 года по пять холостых мужчин от каждой филы. Во время праздника устраивалось состязание в беге, при котором один участник убегал вперед, а остальные, старались его догнать, и если это им удавалось, то поимка принималась за хорошее предзнаменование, так как убегавший олицетворял собой хороший урожай. Этот обычай указывает на то, что первоначально Карнеи были праздником сельскохозяйственным; но впоследствии воспоминания о древней лагерной жизни стали играть главную роль на празднике и вытеснили его первоначальное значение.
Карнеи относились к Панэллинским играм, и на них проходили состязания по постановке драматических пьес — трагедий и комедий.

## Карнеи и музыка
Музыка играла большую роль в общественной и личной жизни греков, и поэтому спартанцы на 26-й Олимпиаде (в 670-х годах до Р. X.) ввели на этом празднике музыкальные соревнования, на которых в первый раз одержал победу Терпандр. Состязались между собой певцы-солисты, хоры, инструменталисты, поэты — сочинители стихов и песен. В Карнеях принимали участие лучшие артисты из всей Эллады. Музыке придавалось государственное, а в аристократической, воинственной Спарте — и чисто военное значение. Организация музыкальной жизни была более демократичной по сравнению с восточными странами. Спартанцы так высоко чтили этот праздник, что до окончания его не выступали в поход даже в особенно важных случаях.